# Periochi Lympion - Agias Annas
Periochi Lympion - Agias Annas este o arie protejată (arie specială de conservare — SAC, sit de importanță comunitară — SCI, arie de protecție specială avifaunistică — SPA) din Cipru întinsă pe o suprafață de 516,67 ha, integral pe uscat.

## Localizare
Centrul sitului Periochi Lympion - Agias Annas este situat la coordonatele 34°57′50″N 33°29′20″E / 34.9639°N 33.4889°E.

## Înființare
Situl Periochi Lympion - Agias Annas a fost declarat arie de protecție specială avifaunistică în decembrie 2002 pentru a proteja 1 specie de plante și 54 de specii de animale. Alte tipuri de protecție:
- sit de importanță comunitară (în mai 2004)
- arie specială de conservare (în septembrie 2015)[1][2][3]

## Biodiversitate
Situată în ecoregiunea mediteraneană, aria protejată conține 4 habitate naturale: Matorral arborescenți cu Zyziphus, Tufărișuri termo-mediteraneene și de pre-deșert, Sarcopoterium spinosum phryganas, Pseudostepă cu ierburi și specii anuale de Thero-Brachypodietea.
La baza desemnării sitului se află mai multe specii protejate:
- plante (1): Ophrys kotschyi
- păsări (54): ciocârlie-de-câmp (Alauda arvensis), fâsă-de-câmp (Anthus campestris), fâsă de luncă (Anthus pratensis), fâsă de pădure (Anthus trivialis), lăstunul mare (Apus apus), ciuf-de-pădure (Asio otus), șorecarul comun (Buteo buteo), caprimulg (Caprimulgus europaeus), rândunică roșcată (Cecropis daurica), erete de stuf (Circus aeruginosus), Clamator glandarius, dumbrăveancă (Coracias garrulus), cuc (Cuculus canorus), lăstun de casă (Delichon urbicum), Emberiza caesia, presură sură (Emberiza calandra), Emberiza melanocephala, măcăleandru (Erithacus rubecula), vânturel de seară (Falco vespertinus), muscar-gulerat (Ficedula albicollis), muscar negru (Ficedula hypoleuca), cinteză (Fringilla coelebs), rândunică (Hirundo rustica), Iduna opaca, Iduna pallida, sfrâncioc roșiatic (Lanius collurio), sfrânciocul cu frunte neagră (Lanius minor), Lanius nubicus, sfrâncioc cu cap roșu (Lanius senator), ciocârlie de pădure (Lullula arborea), prigoare (Merops apiaster), mierlă albastră (Monticola solitarius), muscar sur (Muscicapa striata), Oenanthe cypriaca, pietrar mediteranean (Oenanthe hispanica), Oenanthe isabellina, pietrar sur (Oenanthe oenanthe), grangur (Oriolus oriolus), vrabie negricioasă (Passer hispaniolensis), viespar (Pernis apivorus), codroș de munte (Phoenicurus ochruros), pitulice de munte (Phylloscopus collybita), pitulice-fluierătoare (Phylloscopus trochilus), mărăcinar (Saxicola rubetra), mărăcinar negru (Saxicola torquatus), turturică (Streptopelia turtur), silvie cu cap negru (Sylvia atricapilla), silvie-mică (Sylvia curruca), Sylvia hortensis, Sylvia melanothorax, mierlă (Turdus merula), sturz-cântător (Turdus philomelos), strigă (Tyto alba), pupăză (Upupa epops)

Pe lângă speciile protejate, pe teritoriul sitului au mai fost identificate 1 specie de plante, 13 specii de păsări, 7 specii de reptile.